# Sergi Pedrerol
Sergi Pedrerol Cavallé, född 16 december 1969 i Molins de Rei i comarcan Baix Llobregat i provinsen Barcelona, är en spansk vattenpolospelare. Han ingick i Spaniens landslag vid olympiska sommarspelen 1992, 1996, 2000 och 2004.
Pedrerol tog OS-silver i den olympiska vattenpoloturneringen i Barcelona och OS-guld i den olympiska vattenpoloturneringen i Atlanta.
Pedrerol tog VM-guld i samband med världsmästerskapen i simsport 1998 i Perth och 2001 i Fukuoka.